# 聖安東尼奧 (托利馬省)
聖安東尼奧是哥倫比亞的城鎮，位於該國中西部，由托利馬省負責管轄，距離首府伊瓦格109公里，始建於1915年3月30日，面積407平方公里，海拔高度1,492米，2005年人口14,970。
3°55′N 75°30′W / 3.917°N 75.500°W